# Andrena walleyi
Andrena walleyi is een vliesvleugelig insect uit de familie Andrenidae. De wetenschappelijke naam van de soort is voor het eerst geldig gepubliceerd in 1932 door Cockerell.